# Мунтеле Каковеј (Клуж)
Мунтеле Каковеј (рум. Muntele Cacovei) насеље је у Румунији у округу Клуж у општини Бајишоара. Oпштина се налази на надморској висини од 1064 m.

## Становништво
Према подацима из 2002. године у насељу је живело 146 становника, од којих су сви румунске националности.